# Campionato sudamericano femminile di pallavolo 2015
Il campionato sudamericano femminile di pallavolo 2015 si è svolto dal 29 settembre al 3 ottobre 2015 a Cartagena de Indias, in Colombia: al torneo hanno partecipato otto squadre nazionali sudamericane e la vittoria finale è andata per la diciannovesima volta, l'undicesima consecutiva, al Brasile.

## Impianti
|                                                                                       |  |  |
|                                                                                       |  |  |
| Coliseo Norton Madrid Picot Città: Cartagena de Indias Capienza: - Anno d'apertura: - |  |  |

## Regolamento

### Formula
Le squadre hanno disputato una prima fase a gironi con formula del girone all'italiana; al termine della prima fase:
- Le prime due classificate di ogni girone hanno acceduto alla fase finale per il primo posto strutturata in semifinali, finale per il terzo posto e finale.
- Le ultime due classificate di ogni girone hanno acceduto alla fase finale per il quinto posto strutturata in semifinali, finale per il settimo posto e finale per il quinto posto.

### Criteri di classifica
Se il risultato finale è stato di 3-0 o 3-1 sono stati assegnati 3 punti alla squadra vincente e 0 a quella sconfitta, se il risultato finale è stato di 3-2 sono stati assegnati 2 punti alla squadra vincente e 1 a quella sconfitta.
L'ordine del posizionamento in classifica è stato definito in base a:
- Numero di partite vinte;
- Punti;
- Ratio dei set vinti/persi;
- Ratio dei punti realizzati/subiti;
- Risultati degli scontri diretti.

## Squadre partecipanti
| Squadra   | Qualificazione      | Ultima partecipazione |
| --------- | ------------------- | --------------------- |
| Argentina | -                   | Perù 2013             |
| Brasile   | -                   | Perù 2013             |
| Cile      | -                   | Perù 2013             |
| Colombia  | Paese organizzatore | Perù 2013             |
| Paraguay  | -                   | Perù 2011             |
| Perù      | -                   | Perù 2013             |
| Uruguay   | -                   | Perù 2011             |
| Venezuela | -                   | Perù 2013             |

## Torneo

### Fase a gironi
| Girone A  | Girone B  |
| --------- | --------- |
| Colombia  | Argentina |
| Paraguay  | Brasile   |
| Perù      | Cile      |
| Venezuela | Uruguay   |

#### Girone A

##### Risultati
| 29 settembre 2015 Coliseo Norton Picot, Cartagena de Indias Durata: ? - Spettatori: ? | Perù      | 3 - 2 | Venezuela | 19-25, 25-17, 17-25, 25-15, 15-6 |
| 29 settembre 2015 Coliseo Norton Picot, Cartagena de Indias Durata: ? - Spettatori: ? | Colombia  | 3 - 0 | Paraguay  | 25-8, 25-12, 25-10               |
| 30 settembre 2015 Coliseo Norton Picot, Cartagena de Indias Durata: ? - Spettatori: ? | Perù      | 3 - 0 | Paraguay  | 25-4, 25-11, 25-11               |
| 30 settembre 2015 Coliseo Norton Picot, Cartagena de Indias Durata: ? - Spettatori: ? | Venezuela | 0 - 3 | Colombia  | 19-25, 15-25, 18-25              |
| 1º ottobre 2015 Coliseo Norton Picot, Cartagena de Indias Durata: ? - Spettatori: ?   | Venezuela | 3 - 0 | Paraguay  | 25-9, 25-19, 25-18               |
| 1º ottobre 2015 Coliseo Norton Picot, Cartagena de Indias Durata: ? - Spettatori: ?   | Colombia  | 1 - 3 | Perù      | 25-22, 18-25, 24-26, 16-25       |

##### Classifica
| Pos | Squadra   | Pt | G | V | P | SV | SP | Ratio | PF  | PS  | Ratio |
| --- | --------- | -- | - | - | - | -- | -- | ----- | --- | --- | ----- |
| 1   | Perù      | 8  | 3 | 3 | 0 | 9  | 3  | 3.000 | 274 | 197 | 1.390 |
| 2   | Colombia  | 6  | 3 | 2 | 1 | 7  | 3  | 2.333 | 233 | 180 | 1.294 |
| 3   | Venezuela | 4  | 3 | 1 | 2 | 5  | 6  | 0.833 | 215 | 222 | 0.968 |
| 4   | Uruguay   | 0  | 3 | 0 | 3 | 0  | 9  | 0.000 | 102 | 225 | 0.453 |

#### Girone B

##### Risultati
| 29 settembre 2015 Coliseo Norton Picot, Cartagena de Indias Durata: ? - Spettatori: ? | Argentina | 3 - 0 | Cile      | 25-17, 25-18, 25-12        |
| 29 settembre 2015 Coliseo Norton Picot, Cartagena de Indias Durata: ? - Spettatori: ? | Brasile   | 3 - 0 | Uruguay   | 25-14, 25-11, 25-15        |
| 30 settembre 2015 Coliseo Norton Picot, Cartagena de Indias Durata: ? - Spettatori: ? | Cile      | 0 - 3 | Brasile   | 16-25, 6-25, 15-25         |
| 30 settembre 2015 Coliseo Norton Picot, Cartagena de Indias Durata: ? - Spettatori: ? | Argentina | 3 - 0 | Uruguay   | 25-16, 25-11, 25-22        |
| 1º ottobre 2015 Coliseo Norton Picot, Cartagena de Indias Durata: ? - Spettatori: ?   | Cile      | 3 - 1 | Uruguay   | 25-22, 25-22, 26-28, 25-21 |
| 1º ottobre 2015 Coliseo Norton Picot, Cartagena de Indias Durata: ? - Spettatori: ?   | Brasile   | 3 - 0 | Argentina | 25-16, 25-17, 25-14        |

##### Classifica
| Pos | Squadra   | Pt | G | V | P | SV | SP | Ratio | PF  | PS  | Ratio |
| --- | --------- | -- | - | - | - | -- | -- | ----- | --- | --- | ----- |
| 1   | Brasile   | 9  | 3 | 3 | 0 | 9  | 0  | MAX   | 225 | 124 | 1.815 |
| 2   | Argentina | 6  | 3 | 2 | 1 | 6  | 3  | 2.000 | 197 | 171 | 1.152 |
| 3   | Cile      | 3  | 3 | 1 | 2 | 3  | 7  | 0.428 | 185 | 243 | 0.761 |
| 4   | Uruguay   | 0  | 3 | 0 | 3 | 1  | 9  | 0.111 | 182 | 251 | 0.725 |

### Finali 1º e 3º posto
|  | Semifinali | Semifinali | Semifinali |         |      | Finale 1º/2º posto | Finale 1º/2º posto | Finale 1º/2º posto |  |
|  |            |            |            |         |      |                    |                    |                    |  |
|  | Perù       | Perù       | 3          |         |      |                    |                    |                    |  |
|  | Perù       | Perù       | 3          |         |      |                    |                    |                    |  |
|  | Argentina  | Argentina  | 2          |         |      |                    |                    |                    |  |
|  | Argentina  | Argentina  | 2          |         | Perù | Perù               | 0                  |                    |  |
|  |            |            |            |         | Perù | Perù               | 0                  |                    |  |
|  |            |            | Brasile    | Brasile | 3    |                    |                    |                    |  |
|  | Brasile    | Brasile    | Brasile    | Brasile | 3    | 3                  |                    |                    |  |
|  | Brasile    | Brasile    |            |         |      | 3                  |                    |                    |  |
|  | Colombia   | Colombia   | 0          |         |      | Finale 3º/4º posto | Finale 3º/4º posto | Finale 3º/4º posto |  |
|  | Colombia   | Colombia   | 0          |         |      |                    |                    |                    |  |
|  |            |            |            |         |      |                    |                    |                    |  |
|  |            |            |            |         |      | Argentina          | Argentina          | 2                  |  |
|  |            |            |            |         |      | Argentina          | Argentina          | 2                  |  |
|  |            |            |            |         |      | Colombia           | Colombia           | 3                  |  |

#### Semifinali
| 2 ottobre 2015 Coliseo Norton Picot, Cartagena de Indias Durata: ? - Spettatori: ? | Perù    | 3 - 2 | Argentina | 25-23, 25-27, 25-20, 25-27, 15-13 |
| 2 ottobre 2015 Coliseo Norton Picot, Cartagena de Indias Durata: ? - Spettatori: ? | Brasile | 3 - 0 | Colombia  | 25-17, 25-12, 25-12               |

#### Finale 3º posto
| 3 ottobre 2015 Coliseo Norton Picot, Cartagena de Indias Durata: ? - Spettatori: ? | Argentina | 2 - 3 | Colombia | 21-25, 24-26, 25-19, 25-23, 6-15 |

#### Finale
| 3 ottobre 2015 Coliseo Norton Picot, Cartagena de Indias Durata: ? - Spettatori: ? | Perù | 0 - 3 | Brasile | 17-25, 21-25, 13-25 |

### Finali 5º e 7º posto
|  | Semifinali | Semifinali | Semifinali |           |      | Finale 5º/6º posto | Finale 5º/6º posto | Finale 5º/6º posto |  |
|  |            |            |            |           |      |                    |                    |                    |  |
|  | Paraguay   | Paraguay   | 0          |           |      |                    |                    |                    |  |
|  | Paraguay   | Paraguay   | 0          |           |      |                    |                    |                    |  |
|  | Cile       | Cile       | 3          |           |      |                    |                    |                    |  |
|  | Cile       | Cile       | 3          |           | Cile | Cile               | 0                  |                    |  |
|  |            |            |            |           | Cile | Cile               | 0                  |                    |  |
|  |            |            | Venezuela  | Venezuela | 3'   |                    |                    |                    |  |
|  | Venezuela  | Venezuela  | Venezuela  | Venezuela | 3'   | 3                  |                    |                    |  |
|  | Venezuela  | Venezuela  |            |           |      | 3                  |                    |                    |  |
|  | Uruguay    | Uruguay    | 0          |           |      | Finale 7º/8º posto | Finale 7º/8º posto | Finale 7º/8º posto |  |
|  | Uruguay    | Uruguay    | 0          |           |      |                    |                    |                    |  |
|  |            |            |            |           |      |                    |                    |                    |  |
|  |            |            |            |           |      | Paraguay           | Paraguay           | 0                  |  |
|  |            |            |            |           |      | Paraguay           | Paraguay           | 0                  |  |
|  |            |            |            |           |      | Uruguay            | Uruguay            | 3                  |  |

#### Semifinali
| 2 ottobre 2015 Coliseo Norton Picot, Cartagena de Indias Durata: ? - Spettatori: ? | Paraguay  | 0 - 3 | Cile    | 14-25, 15-25, 10-25 |
| 2 ottobre 2015 Coliseo Norton Picot, Cartagena de Indias Durata: ? - Spettatori: ? | Venezuela | 3 - 0 | Uruguay | 25-23, 25-21, 25-21 |

#### Finale 7º posto
| 3 ottobre 2015 Coliseo Norton Picot, Cartagena de Indias Durata: ? - Spettatori: ? | Paraguay | 0 - 3 | Uruguay | 13-25, 21-25, 21-25 |

#### Finale 5º posto
| 3 ottobre 2015 Coliseo Norton Picot, Cartagena de Indias Durata: ? - Spettatori: ? | Cile | 0 - 3 | Venezuela | 23-25, 17-25, 19-25 |

## Podio

### Campione
Formazione: 1 Claudino, 2 Barreto, 3 Lins, 4 An. da Silva, 5 Ad. da Silva, 6 G. Guimarães, 7 Pereira, 8 de Castro, 9 Pavão, 10 Garay, 11 Ratzke, 12 Brait, 13 L. da Silva, 14 Costa, CT: J. Guimarães

## Classifica finale
| Pos | Squadra   |
| --- | --------- |
|     | Brasile   |
|     | Perù      |
|     | Colombia  |
| 4   | Argentina |
| 5   | Venezuela |
| 6   | Cile      |
| 7   | Uruguay   |
| 8   | Paraguay  |

## Premi individuali
| Premio                 | Nome                  | Squadra   |
| ---------------------- | --------------------- | --------- |
| MVP                    | Gabriela Guimarães    | Brasile   |
| Miglior palleggiatrice | María Alejandra Marín | Colombia  |
| Miglior opposto        | Carla Castiglione     | Argentina |
| Miglior schiacciatrice | Gabriela Guimarães    | Brasile   |
| Miglior schiacciatrice | Ángela Leyva          | Perù      |
| Miglior centrale       | Juciely Barreto       | Brasile   |
| Miglior centrale       | Natalia Aizpurúa      | Argentina |
| Miglior libero         | Camila Gómez          | Colombia  |